# 高山嵩草
高山嵩草（学名：Carex parvula）为莎草科薹草屬下的一个种。